# Luis Felipe López Calva
Luis Felipe López Calva (Ciudad de Puebla, 4 de septiembre de 1967) es un economista mexicano que actualmente ocupa el cargo de Director Global de la Práctica Global de Pobreza y Equidad del Grupo Banco Mundial en la Vicepresidencia de Crecimiento Equitativo, Finanzas e Instituciones (EFI), del Banco Mundial.
Previo a 2022, fungió como Director Regional para América Latina y El Caribe en el PNUD, y Secretario General Adjunto de las Naciones Unidas. PNUD es la agencia de las Naciones Unidas que se encarga del desarrollo económico mundial así como crear proyectos para estar un paso más cerca de la erradicación de la pobreza extrema a través del desarrollo económico.
Antes de asumir su previo cargo en PNUD, fue gerente de la Práctica Mundial de Pobreza y Equidad para día división de Europa y Asia Central en el Banco Internacional de Reconstrucción y Fomento abreviado como: BIRF (en inglés: International Bank for Reconstruction and Development o IBRD) una de las cinco instituciones que integran el Grupo del Banco Mundial.

## Biografía
Luis Felipe nació en Puebla, México. Realizando sus estudios de preparatoria en el Instituto Oriente de Puebla, uno de los seis Colegios Jesuitas en México. Posteriormente, Luis Felipe entró a la Universidad de las Américas Puebla ( UDLAP ) para estudiar la licenciatura en Economía, dónde destacó por sus sobresalientes notas al graduarse con Summa Cum Laude, mismas que le abrieron las puertas a la posibilidad de perseguir una educación mayor en Boston University para ahí poder graduarse de una maestría en Economía. Tiempo después, Luis Felipe obtuvo una maestría y un doctorado en Economía del Desarrollo (Developmental Economics en inglés) en la universidad de Ivy League, Cornell University en el estado de Nueva York.

## Trayectoria Profesional
Durante sus años en el Banco Mundial, Luis Felipe fue destacado por su alta capacidad administrativa, liderazgo y sus extensos conocimientos en economía de desarrollo. Cuenta con casi 30 años de experiencia trabajando en la academia, siendo profesor adjunto del Colegio de México, asesorando a gobiernos de la región de América Latina, Europa y Asia, asumiendo posiciones de liderazgo clave en organizaciones multilaterales. Ha sido editor asociado de la Revista de Desarrollo Humano y Capacidades, y es miembro de la Asociación de Desarrollo Humano y Capacidades. (HDCA, por sus siglas en inglés) También fue codirector y autor principal del Informe sobre el Desarrollo Mundial 2017 sobre "Gobernanza y Derecho", ("WDR 2017: Governance and the Law" la publicación anual más importante del Banco Mundial) y fue economista principal en varias divisiones del Banco Mundial. Entre 2007 y 2010, se desempeñó como Economista Jefe del Bureau Regional de PNUD para América Latina y el Caribe en Nueva York, la misma división que ahora lidera.
Sus intereses de investigación se centran en los mercados laborales, la pobreza y la desigualdad económica, las instituciones y la microeconomía del desarrollo. Habiendo presentado su investigación en las principales instituciones académicas de los Estados Unidos de América, incluidas: Universidad de Harvard, Universidad de Stanford, Universidad de California, Berkeley, Universidad de California, San Diego; y el Centro de la Organización de Cooperación y Desarrollo Económicos.

### Nombramiento como Director Regional del PNUD
Al respecto, el Secretario de Relaciones Exteriores Marcelo Ebrard señaló que este nombramiento es “el reflejo de su amplia experiencia y profesionalismo en materia de políticas de desarrollo. México manifiesta su respaldo a la labor que desempeñará el Dr. López Calva, teniendo la certeza de que continuará fortaleciéndose a nivel regional la instrumentación de los 17 Objetivos  de Desarrollo Sostenible de la Agenda 2030”.
En una conferencia de prensa en el 2017 el Secretario General de las Naciones Unidas, António Guterres determinó que "su nuevo cargo sustituye a la ecuatoriana Jessica Faieta, que este año asumió el puesto de representante especial adjunta de la ONU para Colombia y número dos de la misión que apoya la implementación de los acuerdos de paz en el país."
El rol del Dr. López-Calva está en el nivel del Subsecretario General de las Naciones Unidas.
"Me siento honrado de volver al PNUD y trabajar para mi propia región en este momento decisivo, ya que los países enfrentan nuevos desafíos para mejorar el crecimiento, la inclusión y la resiliencia para alcanzar sus objetivos de desarrollo de manera sostenible", dijo López-Calva. "Este es un momento de desafíos y también de oportunidades, para repensar los modelos de desarrollo tradicionales y los arreglos institucionales para no dejar a nadie atrás para 2030. Esto es crucial para nuestra región, que sigue siendo muy desigual a pesar de los enormes avances de los últimos años".

### Apoyo a América Latina durante la pandemia de COVID-19
La pandemia de COVID-19 ha afectado a los sistemas educativos en todo el mundo. Casi la totalidad de instituciones educativas de todos los niveles debieron cancelar sus actividades presenciales, en cumplimiento de las disposiciones adoptadas por las autoridades de los distintos países, tendientes a disminuir la propagación de la pandemia y sus consecuencias fatales.
"La economía de la pandemia y protección social en América Latina" fue un grupo de expertas y expertos latinoamericanos convocados por Mauricio Cárdenas, Luis Felipe López-Calva y Nora Lustig que ha tenido como objetivo intercambiar ideas y conocimiento acerca del impacto socioeconómico del COVID-19 en los países de la región que apoyara a los gobiernos en el diseño de respuestas que protegieran la salud de las personas y sus medios de vida, y fomentarán una mayor equidad.
Conformado por 9 sesiones, este grupo ha servido de espacio para dialogar respecto a los desafíos que enfrentan los países de la región de América Latina y el Caribe para enfrentar la pandemia de COVID-19 y para describir las estrategias que los gobiernos de América Latina han implementado durante las últimas semanas sobre todo en el ámbito de proteger el sustento de las poblaciones más afectadas.
La desigualdad educativa ya existente puede incrementarse exponencialmente debido a las diferencias en el acceso a elementos básicos como un escritorio donde realizar las tareas o el instrumental tecnológico, sumada a las diferencias del nivel educativo alcanzado por los padres o cuidadores, responsables en esta instancia de apoyar el proceso de aprendizaje de los niños.

## Publicaciones
- (2020) "Hey teachers, (don’t) leave the kids alone: Conectividad y desigualdades educativas en tiempos de COVID19"  [6]

Luis Felipe López-Calva, Buró Regional de América Latina y el Caribe. Programa de las Naciones Unidas para el Desarrollo (PNUD)
- (2018) “Is there a middle-class crisis in Europe?” [7]

Maurizio Bussolo, Johnatan Kraver, and Luis Felipe López-Calva
- (2017) “World Development Report 2017: Governance and the Law”[3]

Luis Felipe López-Calva and Yongmei Zhou. The World Bank
- (2014) “Shared Prosperity: Paving the Way in Europe and Central Asia”[8]

Maurizio Bussolo and Luis Felipe López-Calva. The World Bank
- (2013) “Economic Mobility and the Rise of the Latin American Middle Class”español[9]inglés[10]

Ferreira, Messina, Rigolini, López-Calva, Lugo, and Vakis
- (2012) "Exiting Belindia? Lesson from the Recent Decline in Income Inequality in Brazil" [11]

Luis Felipe López-Calva and Sonia Rocha. The World Bank

## Reconocimientos
En el Ayuntamiento de la Ciudad de Puebla al 21 de abril de 2023, a Luis Felipe se le reconoció por su eminente trayectoria y aporte para disminuir la pobreza y la desigualdad en la región de América Latina y el Caribe. Para celebrar los 492 años de la Fundación de Puebla, no sólo se admira su pasado glorioso, su historia y su majestuosa arquitectura, sino también se reconocen a aquellas personas que con su talento y capacidad hacen la diferencia en el ámbito en que se desenvuelven, como Luis Felipe López Calva, quién, de manos del Presidente Municipal, recibió una copia de la Cédula Real. 
Se denomino como este reconocimiento es muestra de su empeño en aportar "conocimiento y experiencia para disminuir la pobreza y la desigualdad en esta importante región del planeta", lo que lo ha llevado a ser un destacado economista en diversos ámbitos desempeñándose en su campo en un grado eminente, poniendo el nombre de la ciudad, el estado y el país en alto. 
Por su parte, López Calva, agradeció la entrega de este reconocimiento resaltando que en toda su trayectoria ha representado los valores que Puebla inculcó en su formación como ser humano, siendo estos la valoración de su historia y su tradición, el entendimiento a la diversidad y su vocación productiva y económica, al tiempo que reconoció al Ayuntamiento, al Presidente, al Cabildo y a la sociedad "por haber abrazado estos principios", ya que "el desarrollo solo se experimenta en el ámbito local".